# Clusia modesta
Clusia modesta är en tvåhjärtbladig växtart som beskrevs av Bassett Maguire. Clusia modesta ingår i släktet Clusia och familjen Clusiaceae. Inga underarter finns listade i Catalogue of Life.